# Balfékek
A Balfékek (eredeti címén Community) amerikai televíziós szituációs komédiasorozat, amely 2009. szeptember 17-én indult az NBC csatornán. A sorozat egy tanulócsoportról szól, akik egy coloradói állami iskolába járnak, a Greendale-be. A sorozat gyakran él metahumorral, tömegkulturális utalásokkal, parodizál televíziós és filmkliséket és -eszközöket. A Balfékek kritikai sikert könyvelhetett el, míg amerikai rajongói közt kultstátuszt kapott. Magyarországon a PRO4 tűzte műsorára 2011. január 9-től. Az NBC 2013. május 10-én bejelentette, hogy a sorozat vissza fog térni az ötödik évadjára is.

## Történet
A Balfékek a Greendale Community College állami főiskolán játszódik, és azzal indul, hogy Jeff, a felfüggesztett ügyvéd meghívja Brittát, az egykori politikai aktivistát kitalált spanyol tanulócsoportjába, hogy alkalma legyen elcsábítani. Britta azonban meghívja a spanyol osztály egy másik tagját is, Abedet, aki viszont további négy osztálytársat hoz magával – Troyt, Annie-t, Shirley-t és Pierce-t –, ezzel keresztülhúzva Jeff számításait. Így a tanulócsoport valóságossá válik, és tagjai különböző koruk, hátterük és személyiségük ellenére összeszoknak és összebarátkoznak. Csoportjuk egységként igen önző, a többi diákkal csak futólag érintkezik, akkor is többnyire velük versengve, viszályban. Viselkedésüket ösztönzi az iskola különc dékánja, aki a csoportot (kiváltképp Jeffet) kedvenc diákjainak tartja. A csoport tagjai külön-külön is sok jellemhibával bírnak, melyek kiemelése a sorozat egyik humorforrása.

## Szereplők
Az állandó szereplők: Jeff, Britta, Pierce, és még négy tanuló akikkel együtt alkotják a spanyol tanulócsoportot: Abed Nadir (Danny Pudi), aki filmezést tanul; Shirley Bennett (Yvette Nicole Brown) egy nemrég elvált anya, aki először jár főiskolára; Troy Barnes (Donald Glover), volt középiskolai csapatkapitány; és egy prűd stréber Annie Edison (Alison Brie), aki a középiskola óta viszonzatlanul szerelmes Troy-ba.
Visszatérő szereplő a labilis spanyoltanár Señor Ben Chang (Ken Jeong), Ian Duncan pszichológia professzor (John Oliver), és Dean Pelton (Jim Rash), aki elszántan szeretné az iskoláját egy igazi egyetemhez hasonlítóvá tenni.
| Szereplő         | Színész             | Magyar hang                                        |
| ---------------- | ------------------- | -------------------------------------------------- |
| Jeff Winger      | Joel McHale         | Hujber Ferenc (1-3. évad) Zámbori Soma (4-6. évad) |
| Britta Perry     | Gillian Jacobs      | Vadász Bea                                         |
| Abed Nadir       | Danny Pudi          | Hamvas Dániel                                      |
| Shirley Bennett  | Yvette Nicole Brown | Kiss Virág                                         |
| Annie Edison     | Alison Brie         | Czető Zsanett                                      |
| Troy Barnes      | Donald Glover       | Előd Botond (1-3., 5. évad) Előd Álmos (4. évad)   |
| Pierce Hawthorne | Chevy Chase         | Kovács István                                      |
| Señor Ben Chang  | Ken Jeong           | Szokol Péter                                       |

A MagyarSzinkron.hu Joey News Ajánló rovatában igen pozitív kritikát írt a magyar változatról, és 90%-ot ítélt neki.

## Epizódok
| Évad | Évad | Részek száma | Részek száma | Eredeti sugárzás     | Eredeti sugárzás  | Eredeti adó | Magyar sugárzás    | Magyar sugárzás      | Magyar adó |
| Évad | Évad | Részek száma | Részek száma | Évadbemutató         | Évadzáró          | Eredeti adó | Évadbemutató       | Évadzáró             | Magyar adó |
| ---- | ---- | ------------ | ------------ | -------------------- | ----------------- | ----------- | ------------------ | -------------------- | ---------- |
|      | 1.   | 25           | 25           | 2009. szeptember 17. | 2010. május 20.   | NBC         | 2011. január 9.    | 2011. április 3.     | PRO4       |
|      | 2.   | 24           | 24           | 2010. szeptember 23. | 2011. május 12.   | NBC         | 2012. július 7.    | 2012. szeptember 22. | PRO4       |
|      | 3.   | 22           | 22           | 2011. szeptember 22. | 2012. május 17.   | NBC         | 2014. február 26.  | 2014. március 27.    | PRO4       |
|      | 4.   | 13           | 13           | 2013. február 7.     | 2013. május 9.    | NBC         | 2017. december 27. | 2018. január 12.     | Humor+     |
|      | 5.   | 13           | 13           | 2014. január 2.      | 2014. április 17. | NBC         | 2015. július 19.   | 2015. augusztus 30.  | Super TV2  |
|      | 6.   | 13           | 13           | 2015. március 17.    | 2015. június 2.   | Yahoo!      | 2018. február 1.   | 2018. február 19.    | Humor+     |

A legtöbb epizódcímet úgy találták ki, hogy főiskolai tantárgyak neveire emlékeztessenek, mint a Bevezetés a filmbe, a Kezdő antropológia vagy a Együttműködő cirkalomtan. A pilot epizódon kívül csak öt rész eredeti címe nem tantárgynév: az Abed elszabadult karácsonya, a Megátalkodott paintball, a Paintballok háborúja, a Repilot és a G.I. Jeff. A magyar címek között hasonló eltérés még az Abed új életének első születésnapja (Critical Film Studies).
Az első évad 2009. szeptember 17-én, keleti parti idő szerint 21:30-kor mutatkozott be. Három rész után a sorozatot a 20:00-i idősávba mozgatták. A teljes, 22 részes évadberendelést 2009 októberében jelentették be. Az NBC 2010 januárjában további három részt rendelt be az első évadhoz, így az 25 epizódot számlál.
A Balfékek második évadját 2010. március 5-én rendelték be, míg premierje 2010. szeptember 23-án volt. A harmadik évadot 2011. március 17-én rendelte be az NBC. A Balfékek 13 részes negyedik évadját 2012. május 10-én rendelték be. A hasonló hosszúságú ötödik évadot 2013. május 10-én rendelték be.

### Webizódok
A rendes epizódok mellett az NBC számos webizódot is legyártatott. Némelyek Pelton dékán mindennapjait mutatják be, egy spanyol projekttel foglalkoznak, a tanulásba iktatott szünetekkel vagy Abed barátjairól szóló filmjeivel. Ezek a Greendale Állami Főiskola oldalán megtekinthetők.
2012. március 2-án jelentették be, hogy három animált webepizód lesz elérhető a Hulun, amelyek a sorozat 2012. március 15-i visszatérését vezetik elő. Az Abed’s Master Key címet viselő miniwebsorozatot a Channel 101-es Dave Seger és Tom Kauffman írták, míg az Animax Entertainment animálta. Ezekben a részekben Abed Pelton dékán segédje lesz, így megkapja a főiskola mindenes kulcsát.

## Gyártás

### Casting

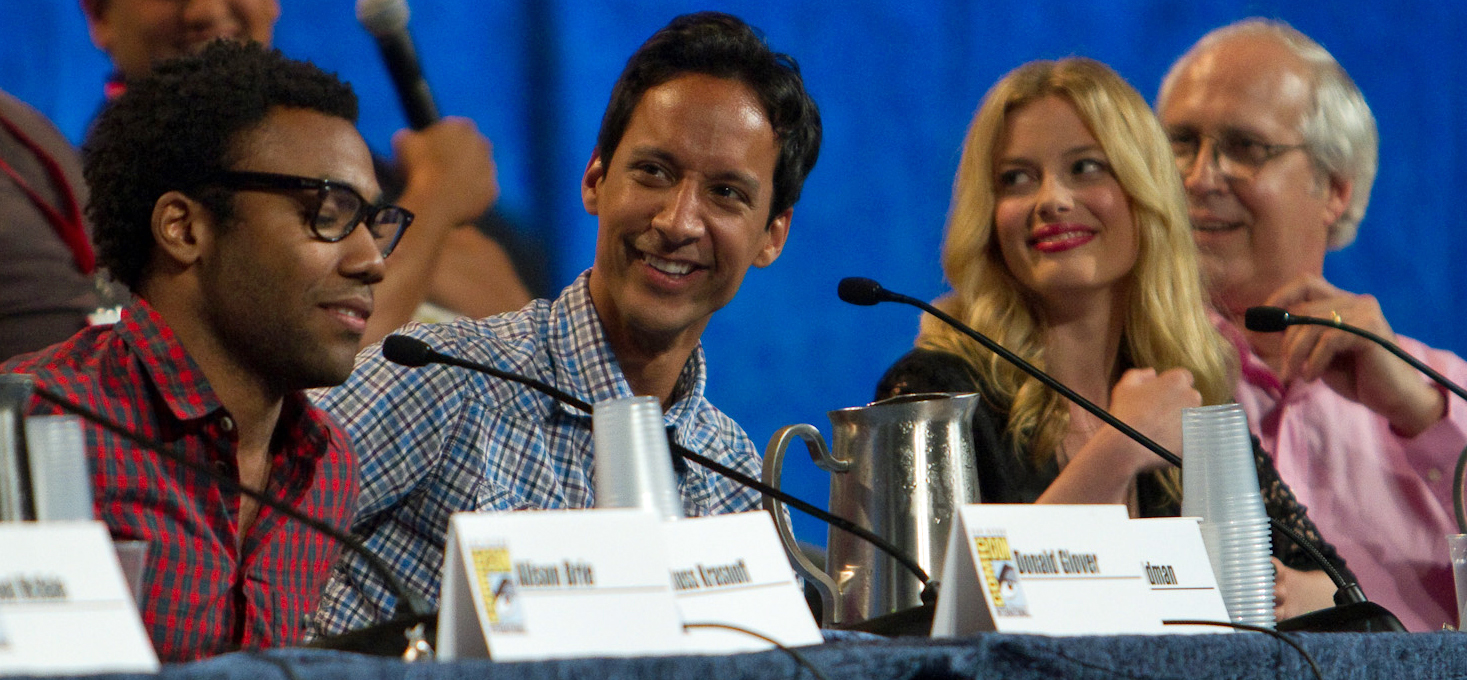
Donald Glover, Danny Pudi, Gillian Jacobs és Chevy Chase a 2010-es San Diegó-i Comic-Conon

Dan Harmon kitüntetett fontosságúnak vélte a szereplők kiválasztását a sorozat megalkotásakor. „A casting a sorozat összerakásának 95%-át jelentette” – mondta egy interjúban. Számos kiválasztott színésszel már korábban is dolgozott együtt: Joel McHale, John Oliver és Chevy Chase szerepelt Harmon Channel 101-es rövidfilmsorozata, a Water and Power kilencedik részében. Chevy Chase régóta Harmon kedvence volt. Chase-t, akit eleinte nem foglalkoztattak a szitkomszerepek, a forgatókönyvek minősége győzte meg, hogy fogadja el az állást. Harmon hasonlóságot látott Chase és a szerepe között. Habár Chase-t sokszor kifigurázták szerepválasztásai miatt, Harmon úgy vélte, ez a szerep sok mindent jóvá tehet: „A megállás elutasítása teszi Chevyt és Pierce-t hőssé.” Harmonnak figyelmeztetnie kellett Chase-t, hogy ne a tőle megszokott okostojást játssza, mert Pierce inkább szánalmas figura, és általában a viccek tárgya.
Az E! talk show-jából, a The Soupból ismert McHale-t szintén Harmon írása nyűgözte le. Azt mondta: „Dan könyve fényévekkel feljebb állt, mint bármi, amit akkor olvastam.” McHale szerethetősége miatt tetszett Harmonnak, ami lehetővé tette, hogy a karakternek antipatikus vonásai is lehessenek anélkül, hogy a nézők ellene forduljanak. Annie szerepére Harmon valaki olyat keresett, mint Tracy Flick, Reese Witherspoon karaktere az 1999-es Gimibosziban. A producerek eredetileg latin vagy ázsiai Tracy Flicket kerestek, de végül Alison Brie-t választották, akit a Mad Men – Reklámőrültek Trudy Campbelljeként ismertek.

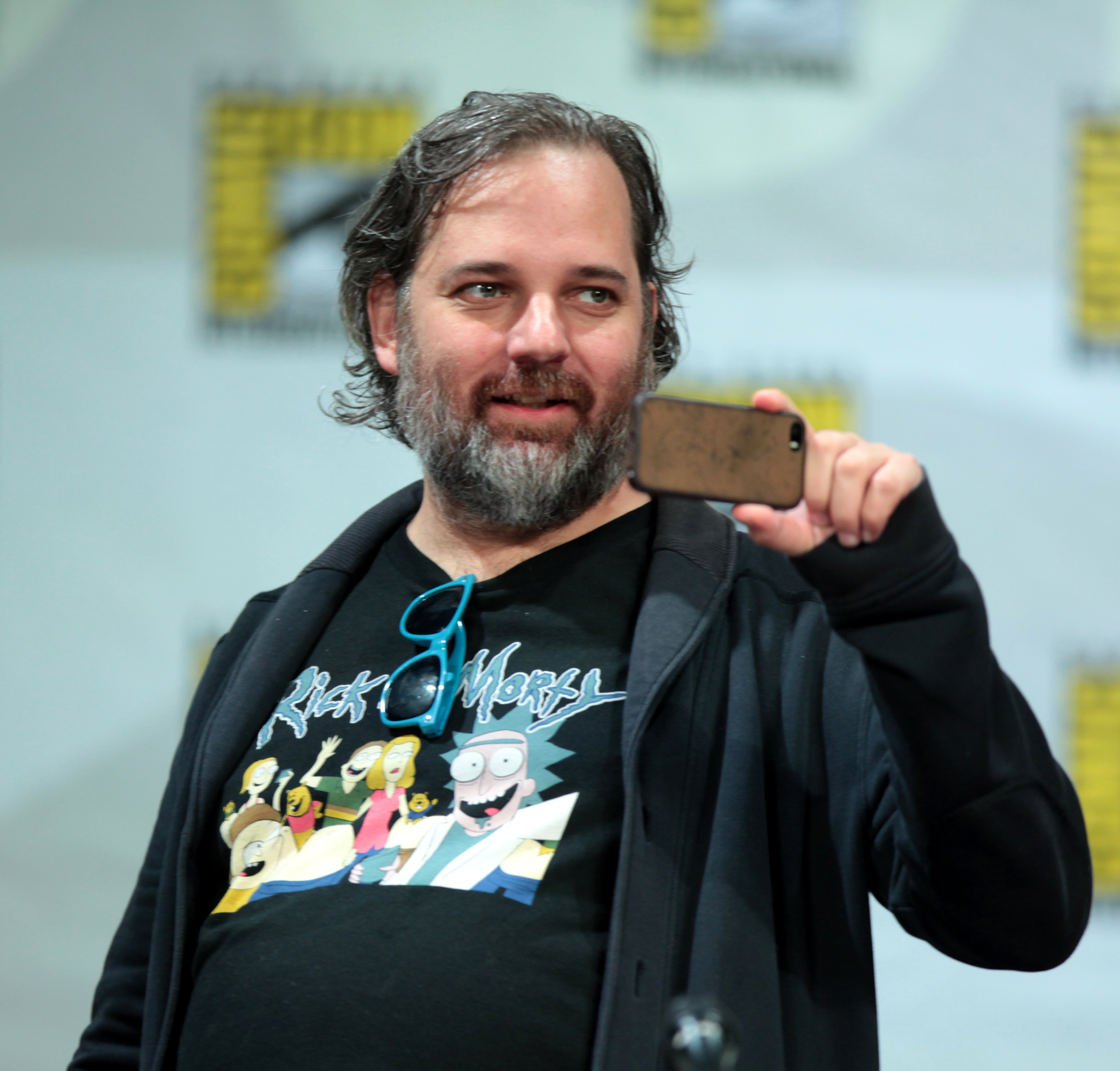
Dan Harmon, a sorozat alkotója

### Keletkezése
A Balfékek alapötletét Harmon saját életéből merítette. Annak érdekében, hogy megmentse kapcsolatát akkori barátnőjével, jelentkezett a kaliforniai Glendale Community College-ba, ahol együtt járhattak spanyolórára. Bár kezdetben vonakodott tőle, egy tanulócsoport tagja lett, és közeli barátságot kötött több olyan emberrel, akikkel egyébként kevés közös vonásuk volt. „Ott voltam egy csoportban ezekkel az agyatlanokkal, és elkezdtem igazán kedvelni őket – mondta –, még ha semmi közük se volt a filmiparhoz, és nem kaphattam tőlük semmit, nem adhattam nekik semmit.” Ezzel a háttérrel, és a főbb karaktereket saját magáról mintázva írta a sorozatot. Jeffhez hasonlóan ő is végletekig önző és független volt, mielőtt megismerte volna az emberi kapcsolatok értékességét.
Az írás mögötti kreatív folyamatról Harmon azt mondta, hogy úgy írta a sorozatot, mintha egy film lett volna, és nem is szitkom. Ez végső soron csak a hosszában és a célcsoportjában különbözött a korábbi munkáitól.

### Forgatás
A sorozat forgatása során a színészek sokat improvizáltak, különösen Chevy Chase. Harmon Chase-ről azt nyilatkozta, „olyan sorokkal jön elő, amikkel sokszor a jelenetet is be lehet fejezni.” Joel McHale-t és Donald Glovert is ügyes improvizálónak írta le.

### Negyedik évad
A harmadik évad után nem újították meg Dan Harmon, a sorozat alkotója és executive producere, showrunneri szerződését, így David Guarascio és Moses Port (a rövid életű Kakukktojás alkotói) vették át a showrunneri és executive produceri feladatokat. A Sony Pictures Television, aki a Universal Televisionnal együtt gyártja a sorozatot, úgy nyilatkozott, hogy Harmon tanácsadó producerként fog továbbra is részt venni a produkcióban, de Harmon tagadta, hogy megkeresték volna, illetve hogy visszatérne az executive kiváltságok hiányában. A harmadik évad végeztével Neil Goldman és Garrett Donovan producerek és Dino Stamatopoulos színész–író is megváltak a sorozattól. A számos epizódot rendező Anthony és Joe Russo executive producerek az Amerika Kapitány: A tél katonája rendezése miatt hagyták ott a műsort.
2012. október elején az NBC elhalasztotta a negyedik évad premierjét, amelyet eredetileg október 19-ére terveztek, ám nem jelentették be a premier új időpontját. Október 30-án az NBC bejelentette, hogy 2013. február 7-én folytatódik a sorozat, a megszokott csütörtök 20:00-s időpontban.
2012. november 21-én azt is bejelentették, hogy Chevy Chase a színész és a hálózat közös megállapodása alapján szintén nem folytatja a sorozatot. Minthogy a negyedik évad nagy része már leforgott, Chase az évad 13 részéből csak kettőben nem szerepelt – a kilencedikként gyártott tizedik részben (Intro to Knots) és a tizenkettedikben (Heroic Origins). Távozásának egyik feltétele volt, hogy hangját adja az utolsóként gyártott Intro to Felt Surrogacyhez, amelyben a szereplők bábként tűntek föl. Az évad utolsó részét soron kívül, tizenegyedikként gyártották, és ebben a részben tűnt föl Chase utoljára állandó szereplőként, míg az ötödik évadban cameoszerepet kapott.

### Ötödik évad

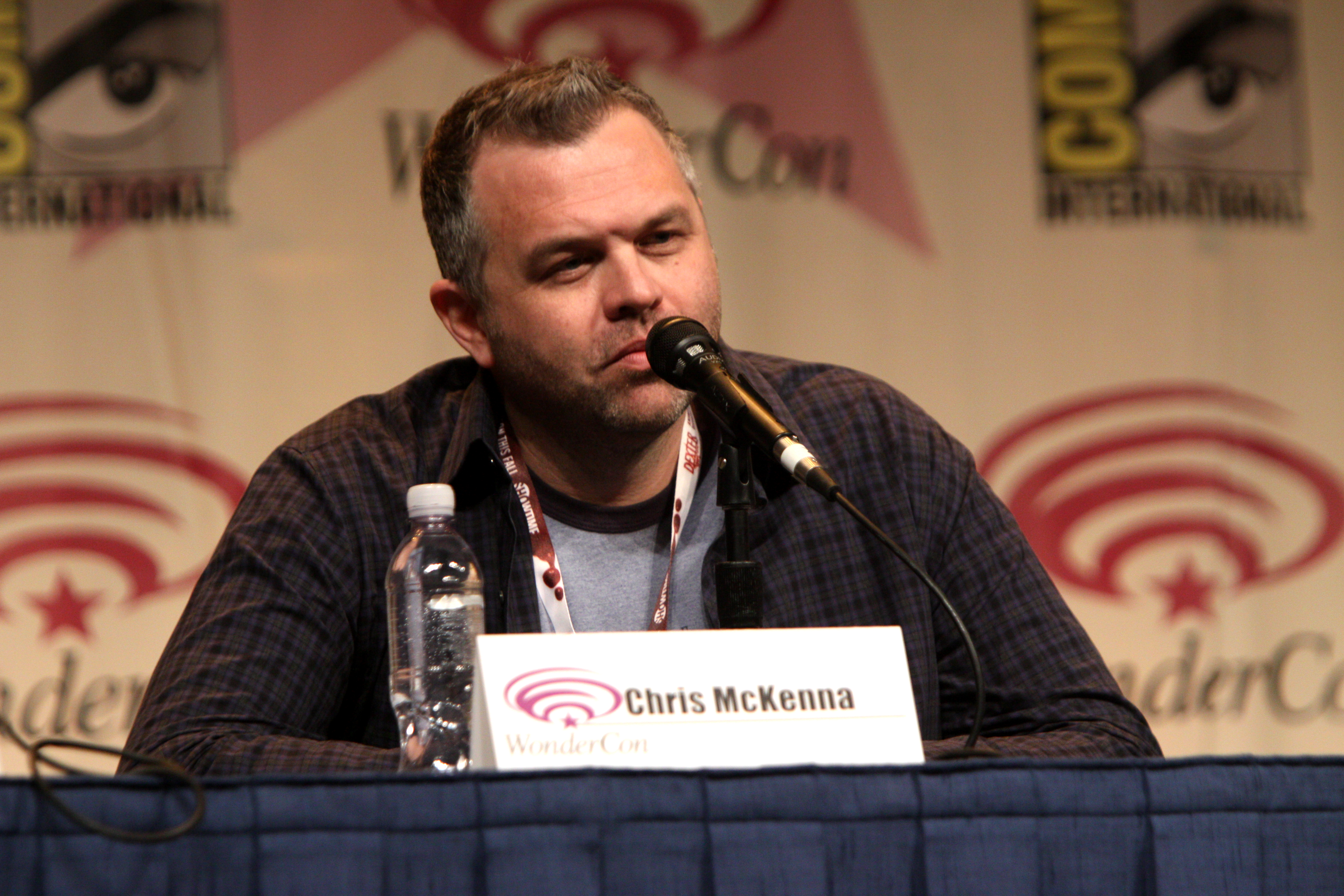
Chris McKenna a Balfékek paneljén a 2012-es WonderConon

A sorozatot 2013. május 10-én újították meg az ötödik évadra. Dan Harmon június 1-jén bejelentette, hogy visszatér showrunnerként, míg Chris McKenna executive producer lesz, váltva a korábbi showrunner Moses Portot és David Guarasciót, amit június 10-én a Sony Television hivatalosan is megerősített. A Troy Barnest játszó Donald Glover az évad tizenhárom epizódjából csak ötben vállalta a szereplést. Jonathan Bankst 2013 augusztusában választották ki Buzz Hickey kriminológiaprofesszor szerepére, aki tizenegy részben jelent meg. Az első két évadban Duncan professzort játszó John Oliver ismét szerepelt a sorozatban. Az NBC 2014. május 9-én bejelentette, hogy elkaszálta a Balfékeket.

## Amerikai nézettség
A pilot epizód, amelyet 2009. szeptember 17-én, keleti parti idő szerint 21:30-kor mutattak be 7,680 milliós átlagos nézettséget (AMR) ért el a teljes amerikai lakosság, míg a 18–49 éves célközönség körében 3,7 AMR%-ot. Ez azt jelentette, hogy az előtte futó Office nézőinek 93%-át megtartotta. A műsort az NBC estéjének csillagaként említették, mivel az Office 18%-ot vesztett az előző évad premierjéhez képest, míg az azelőtt sugárzott Városfejlesztési osztály 30%-ot.
A Balfékek évadjainak nézettségei és helyezései a részenkénti átlagos nézőszám alapján:
| Évad | Idősáv (ET) | Epizódok | Évadpremier (AMR)    | Évadpremier (AMR)    | Évadpremier (AMR)     | Évadfinálé (AMR)  | Évadfinálé (AMR)     | Évadfinálé (AMR)      | Televíziós évad | Helyezés | Nézettség (millió) |
| Évad | Idősáv (ET) | Epizódok | Dátum                | Összesen (millió fő) | Célcsoport (százalék) | Dátum             | Összesen (millió fő) | Célcsoport (százalék) | Televíziós évad | Helyezés | Nézettség (millió) |
| ---- | --- | -------- | -------------------- | -------------------- | --------------------- | ----------------- | -------------------- | --------------------- | --------------- | -------- | ------------------ |
| 1.   | Csütörtök 21:30 (2009. szeptember 17. – 2009. október 1.) Csütörtök 20:00 (2009. október 8. – 2010. május 20.) | 25       | 2009. szeptember 17. | 7,89                 | 3,8                   | 2010. május 20.   | 4,41                 | 2,0                   | 2009–10         | 97.      | 5,00               |
| 2.   | Csütörtök 20:00                                                                                                | 24       | 2010. szeptember 23. | 5,01                 | 2,2                   | 2011. május 12.   | 3,32                 | 1,5                   | 2010–11         | 138.     | 4,44               |
| 3.   | Csütörtök 20:00                                                                                                | 22       | 2011. szeptember 22. | 3,93                 | 1,7                   | 2012. május 17.   | 2,48                 | 1,3                   | 2011–12         | 144.     | 4,03               |
| 4.   | Csütörtök 20:00                                                                                                | 13       | 2013. február 7.     | 3,88                 | 1,9                   | 2013. május 8.    | 3,08                 | 1,3                   | 2012–13         | 133.     | 3,58               |
| 5.   | Csütörtök 20:00                                                                                                | 13       | 2014. január 2.      | 3,49                 | 1,3                   | 2014. április 17. | 2,87                 | 1,0                   | 2013–14         | 96.      | 3,00               |

## Nemzetközi sugárzás
| Ország                  | Adó                                | Sorozatpremier       |
| ----------------------- | ---------------------------------- | -------------------- |
| Ausztrália              | GO! SBS Two                        | 2010. március 23.    |
| Brazília                | Sony Entertainment Television      | 2010. február 4.     |
| Dél-afrikai Köztársaság | M-Net                              | 2010. április 7.     |
| Hollandia               | Comedy Central                     |                      |
| Kanada                  | City                               | 2009. szeptember 17. |
| Magyarország            | PRO4                               | 2011. január 9.      |
| Egyesült Királyság      | Viva Sony Entertainment Television | 2010. október 5.     |
| Portugália              | AXN White                          |                      |
| Új-Zéland               | Four                               | 2011. február 7.     |

## Fordítás
Ez a szócikk részben vagy egészben  a   Community (TV series) című angol Wikipédia-szócikk ezen változatának fordításán alapul.  Az eredeti cikk szerkesztőit annak laptörténete sorolja fel. Ez a jelzés csupán a megfogalmazás eredetét és a szerzői jogokat jelzi, nem szolgál a cikkben szereplő információk forrásmegjelöléseként.